# Episodi di Spyders (terza stagione)
La terza stagione di Spyders viene annunciata insieme alla quarta il 27 luglio 2021. La stagione fa il suo debutto in Israele dal 26 dicembre 2021 al 26 gennaio 2022 su TeenNick. In Italia va in onda dal 22 agosto al 9 settembre 2022 su Nickelodeon.
| n° | Titolo originale | Titolo italiano     | Prima TV Israele | Prima TV Italia  |
| -- | ---------------- | ------------------- | ---------------- | ---------------- |
| 1  | הטעות            | L'errore            | 26 dicembre 2021 | 22 agosto 2022   |
| 2  | הצוות הסודי      | La squadra segreta  | 27 dicembre 2021 | 22 agosto 2022   |
| 3  | המפתח            | La chiave           | 28 dicembre 2021 | 23 agosto 2022   |
| 4  | הרחפן            | Il drone            | 29 dicembre 2021 | 24 agosto 2022   |
| 5  | השקר             | La bugia            | 2 gennaio 2022   | 25 agosto 2022   |
| 6  | ום הנישואין      | L'anniversario      | 3 gennaio 2022   | 26 agosto 2022   |
| 7  | הטרנטולה         | La tarantola        | 4 gennaio 2022   | 27 agosto 2022   |
| 8  | ההפגנה           | La protesta         | 5 gennaio 2022   | 28 agosto 2022   |
| 9  | המצלמות          | Telecamere          | 9 gennaio 2022   | 29 agosto 2022   |
| 10 | דנ"א             | Caccia al DNA       | 10 gennaio 2022  | 30 agosto 2022   |
| 11 | הפריצה           | Hackeraggio         | 11 gennaio 2022  | 31 agosto 2022   |
| 12 | קוד סודי         | Il codice segreto   | 12 gennaio 2022  | 1 settembre 2022 |
| 13 | יום כיף          | Il tradimento       | 16 gennaio 2022  | 2 settembre 2022 |
| 14 | הגלאי            | Il rilevatore       | 17 gennaio 2022  | 3 settembre 2022 |
| 15 | החקירה           | La rivelazione      | 18 gennaio 2022  | 4 settembre 2022 |
| 16 | הקליניקה         | La clinica          | 19 gennaio 2022  | 5 settembre 2022 |
| 17 | Tעימות חזיתי     | Faccia a faccia     | 23 gennaio 2022  | 6 settembre 2022 |
| 18 | החותמת           | Il rischio          | 24 gennaio 2022  | 7 settembre 2022 |
| 19 | התוכנית          | Il piano            | 25 gennaio 2022  | 8 settembre 2022 |
| 20 | ספירה לאחור      | Conto alla rovescia | 26 gennaio 2022  | 9 settembre 2022 |